# Pikmin
Pikmin (ピクミン?, Pikumin) è un videogioco uscito nel 2001 per Nintendo GameCube.
Di Shigeru Miyamoto, è un prodotto atipico, una sorta di gioco strategico in tempo reale. Lo scopo del gioco è impersonare il capitano spaziale Olimar e recuperare i trenta pezzi della sua navicella Dolphin, sparsi in un pianeta sconosciuto, servendosi dell'aiuto dei pikmin, piccoli esseri che popolano i prati e che cooperano fra di loro per compiere svariate missioni. L'ambientazione adottata è la Terra in un futuro postapocalittico. Nel 2009 è uscito New Play Control! Pikmin, un adattamento per Nintendo Wii del videogioco stesso. Nel 2023 è uscita una versione ad alta definizione per Nintendo Switch assieme a Pikmin 2, dove è stato rinominato Pikmin 1
Nel 2004 è uscito il seguito, Pikmin 2, nel 2013 il terzo capitolo della serie, Pikmin 3, nel 2017 lo spin-off Hey! Pikmin e nel 2023 Pikmin 4.

## Trama
Il capitano spaziale Olimar del pianeta Hocotate sta viaggiando nello spazio con la sua navicella Dolphin, quando lo scontro con un meteorite lo costringe ad un atterraggio su un pianeta sconosciuto. La sua navicella si distrugge in molti pezzi, sparsi in cinque aree principali (Luogo dell'impatto, Foresta Speranza, Ombelico della foresta, Fonte remota, Prova finale) e lo scopo del gioco consiste nel radunarli per ricostruire la Dolphin. Olimar sarà aiutato nel suo scopo dai Pikmin, piccole creaturine che il capitano può estrarre dalla terra; infatti, il corpo degli esserini corrisponde alla radice del fiore che spunta dalla terra. I Pikmin possono seguire Olimar, aiutandolo nel suo scopo di radunare i pezzi entro 30 giorni, ovvero la durata del sistema di sopravvivenza del capitano (per lui l'ossigeno è tossico). I pezzi sono 30 ma non tutti sono necessari per partire. I Pikmin aiutano Olimar abbattendo i muretti, costruendo ponti di fortuna sui ruscelli, trasportando oggetti e persino abbattendo i nemici (bruchi, rane ed altri insetti). Infine dovranno vedersela contro il capo degli insetti, il Bulbico Imperiale, che possiede l'ultimo pezzo.
Il finale del gioco varia a seconda se si riescono a recuperare i pezzi dell'astronave oppure no; se si raccolgono pezzi a sufficienza, Olimar riuscirà a partire e tornare sul suo pianeta, dovendo però abbandonare nostalgicamente i Pikmin chiedendosi se li potrà mai rivedere in futuro (se si raccolgono tutti e 30 i pezzi viene anche mostrato che questi hanno imparato a sconfiggere ogni predatore anche senza Olimar). Se non si raccolgono pezzi a sufficienza per far decollare l'astronave, Olimar tenterà di partire, ma precipiterà nuovamente nel pianeta e morirà per tossicità dell'ossigeno dopo che il sistema di supporto vitale della sua tuta spaziale smette di funzionare; i Pikmin, di seguito, raccolgono il corpo di Olimar e lo portano alla Cipolla, la quale lo fa diventare un Olimin.

## Modalità di gioco
Il gameplay del gioco si basa sui Pikmin: Olimar avrà controllo su di essi e potrà dare loro ordini fischiando col suo fischietto. Per recuperare le trenta parti della sua nave spaziale (venticinque essenziali più cinque non necessarie), avrà infatti bisogno del loro aiuto, e potrà lanciarli addosso ai nemici per ucciderli, ma se nessuno di loro lo sta seguendo, può sferrare pugni per attaccare. Le Cipolle, delle misteriose forme di vita scoperte all'inizio del gioco, rilasciano semi dai quali nascono i Pikmin, divisi in rossi, blu e gialli, ciascuno con le proprie caratteristiche, e portare i cadaveri dei nemici lì farà nascere altri Pikmin, mentre altri possono essere estratti dal suolo. Olimar può portare con sé fino a un massimo di 100 Pikmin alla volta, ma li potrà lasciare alle Cipolle. Il gioco ha un limite di tempo di trenta giorni per recuperare le parti della Dolphin, ognuno con un limite di tempo di circa tredici minuti di gioco dalle 7:00 alle 19:00: quando il sole sta per tramontare, Olimar deve portare i Pikmin alle Cipolle o radunarli, altrimenti li perderà, dato che verranno mangiati nella notte. Alla fine del conto alla rovescia, il giorno finisce e la Dolphin andrà nella bassa orbita del pianeta assieme alle Cipolle fino all'alba del nuovo giorno. I Pikmin sono molto fragili, e a causa dei nemici e dei pericoli, possono morire facilmente se il giocatore non fa attenzione. Se tutti i Pikmin di un tipo muoiono, si verificherà un'estinzione parziale, e se non ne rimane più nessuno, si verificherà un'estinzione di Pikmin e il giorno finirà immediatamente. Il giorno dopo, le Cipolle faranno uscire un seme dal quale uscirà un nuovo Pikmin per tipo, costringendo Olimar a rigenerare da zero il suo esercito e a stare molto attento ad occuparsi di loro, o potrebbe verificarsi un'altra estinzione.
Olimar ha una sua barra della vita, che indica la resistenza della sua tuta spaziale, e se la barra si svuota, verrà sconfitto e dovrà tornare alla sua astronave per riparare la sua tuta, mettendo fine prematuramente alla giornata, e i Pikmin che erano con lui in quel momento andranno persi.

## I Pikmin

Un Pikmin giallo

I Pikmin sono delle creature vegetali con caratteristiche umane che nascono da semi rilasciati da piante chiamate da Olimar Cipolle. Le Cipolle hanno tre gambi con i quali si sostengono sul terreno ed un fiore posto sopra di esse che consente loro di sollevarsi in aria. Dentro le cipolle vengono custoditi i Pikmin durante la notte. I semi rilasciati dalla Cipolla si piantano da soli nel terreno, crescono e diventano dei Pikmin. Olimar può strappare i Pikmin da sotto il terreno afferrandoli per il gambo che spunta dalla loro testa. In cima a questo gambo è posta una foglia, che può germogliare e diventare un bulbo e in seguito un fiore col passare del tempo. I Pikmin con un fiore in testa sono molto più veloci e forti rispetto a quelli con la sola foglia. I Pikmin si nutrono anche di nettare, che fa sbocciare immediatamente la loro foglia. Una volta morti, dai Pikmin può cadere un seme. I Pikmin possono trasportare delle pillole colorate sino alle cipolle e trasformarle così in altri Pikmin, ciò avviene anche con i nemici, che una volta abbattuti vengono considerati alla stregua di cibo e vengono anch'essi trasportati alle Cipolle. Olimar scopre, in ordine, i Pikmin rossi (non appena schiantatosi sul pianeta, nel Luogo dell'impatto), i gialli (nella Foresta Speranza) e infine i blu (nell'Ombelico della foresta):
- Pikmin rossi - Resistono al fuoco e hanno un attacco superiore rispetto agli altri Pikmin.
- Pikmin gialli - Sono i più leggeri (possono essere lanciati più in alto) e possono usare le rocce-bomba, sassolini esplosivi che colpiscono tutto ciò che rientra nel raggio d'azione, Pikmin ed Olimar compresi. In Pikmin 2, Pikmin 3 e Pikmin 4 possiedono anche il potere di essere invulnerabili alle scosse elettriche.
- Pikmin blu - Sono gli unici in grado di stare in acqua senza affogare e riescono a salvare gli altri Pikmin se stanno affogando.

## Ambientazione
Anche se non è mai dichiarato esplicitamente all'interno del gioco, il pianeta in cui si svolge è la Terra in un futuro postapocalittico in cui l'umanità si è estinta. Questo è stato confermato nel numero 278 della rivista di videogiochi Nintendo Power e in un'intervista al creatore Shigeru Miyamoto. Sul pianeta vi è infatti ossigeno e presenza di acqua, e nelle ambientazioni appaiono molti vegetali terrestri (trifogli, poe, alberi, ecc.). Molti nemici sono simili ad insetti e rettili terrestri come scarabei, formicaleoni, girini e rane, lasciando intendere che la Terra è ora abitata da vegetali, fiori, insetti e rettili evoluti o mutati da radiazioni. L'ambientazione può essere comunque considerata un mondo in miniatura poiché Olimar in unità di misura terrestri non supera i 2 cm di altezza.
Uno dei pezzi dell'astronave, trovato nella seconda area del gioco, la Foresta Speranza, è un contatore Geiger costantemente in azione, implicando che vi è una forte e costante radiazione sul pianeta. Questo potrebbe spiegare il motivo per cui non ci sono più esseri umani e perché l'aspetto di tutte le creature terrestri è cambiato. In Pikmin 2 compaiono nelle varie ambientazioni  oggetti distrutti appartenenti alla società umana prima che scomparisse. Nel secondo sequel Pikmin 3 si può vedere che i continenti terrestri hanno preso la forma della Pangea Ultima, il che significa che il gioco è ambientato 250 milioni di anni nel futuro.

## Critica
Il gioco venne ritenuto ottimo dalla critica. I recensori del sito IGN diedero un 9.1 al gioco, impressionati dall'uso delle texture e dalla musica orchestrata. Il gameplay fu acclamato per essere adatto a diversi tipi di giocatori. L'unica pecca è il limite di tempo dei 30 giorni del gioco, entro il quale bisogna raccogliere i pezzi della navicella. Questo aspetto venne cambiato nel sequel Pikmin 2, nel quale sono del tutto assenti limiti di tempo di questo tipo. Sulla versione per Nintendo Wii New Play Control! Pikmin, uscita nel 2009, la stessa IGN confermò la propria valutazione positiva, dando un 8.

## Serie
Pikmin 2, il seguito del gioco pubblicato nel 2004, venne apprezzato maggiormente dai giocatori e dalla critica. Il gioco include lo stesso concetto di base, con l'aggiunta di una modalità a due giocatori, due nuovi colori di Pikmin, le grotte e venne rimosso il limite di trenta giorni presente nel primo.
Nel 2013 uscì un nuovo titolo della serie intitolato Pikmin 3, disponibile per Wii U; contiene anch'esso due nuovi tipi di Pikmin e non ha Olimar come personaggio utilizzabile.
Nel 2017 è uscito uno spin-off intitolato Hey! Pikmin e disponibile per Nintendo 3DS, e nel 2021 un altro per smartphone intitolato Pikmin Bloom e simile nel funzionamento a Pokémon Go.
Il 21 luglio 2023 è stato pubblicato il quarto capitolo ufficiale della serie, Pikmin 4.